# Charles Stewart (oficial británico)
Charles Stewart (1766-1812) fue un oficial del ejército británico que luchó y murió en las guerras napoleónicas. En 1791 fue destinado como teniente al regimiento 71.º de los Highlanders. Fue herido en Seringapatam (1792). En 1805 fue nombrado teniente coronel del 50.º Regimiento de Infantería. Estuvo al mando del primer batallón de la expedición Walcheren (1809), y también en la Península de 1811 a 1812. Murió en la campaña de Coria.

## Biografía
Charles Stewart, nacido en 1775, era el hijo mayor de Thomas Stewart de Drumin, Banffshire, teniente del 56 regimiento de Infantería, y de Anne (de soltera, Gordon). Charles, después de servir por un corto tiempo para el duque de Gordon, fue destinado como teniente al 71 ° Regimiento de Infantería (Highland) el 25 de enero de 1791. Se unió al regimiento en la India y resultó herido en el ataque al campamento de Tippoo Sahib, en Seringapatam, del 6 al 7 de febrero de 1792. Por entonces Lord Cornwallis era el gobernador general de la India. El 3 de abril de 1794 obtuvo una compañía en el regimiento 109 y, cuando ese regimiento se redujo al año siguiente, el 2 de septiembre de 1795 Stewart fue incorporado al 53 batallón de Infantería.
Stewart sirvió varios años en las Indias Occidentales (América) y resultó herido al asaltar el Morne Fortuné en la isla de Santa Lucía (mayo de 1796). Fue ascendido el 4 de abril de 1800, y ya como comandante del regimiento en 1804 regresó a Gran Bretaña. El 17 de febrero de 1805 fue nombrado teniente coronel del segundo batallón del 50.º regimiento de Infantería. El mayor Sir Charles James Napier, por aquel entonces contaba de Stewart que era una persona agradable en el mando y muy decidida, para más adelante refererise a él como uno de los mejores oficiales de su rango en servicio.
Tras ser destinado al 1.er batallón, Stewart sirvió con Napier en la expedición Walcheren, quedando al mando de la retaguardia cuando el ejército se retiró, siendo mencionado en los despachos. En septiembre de 1810 viajó a la península ibérica con el 1.er batallón que comandó durante las campañas de 1811-1812. Participó en las acciones de Fuentes de Oñoro, y poco después se incorporó al ejército del vizconde Hill para participar en las acciones de Arroyo de Molinos, batalla de Almaraz y Alba de Tormes. En el asalto del Fuerte Napoleón en Almaraz, Stewart dirigió el ala derecha de su regimiento "de la manera más valiente y enérgica". Las penurias de la retirada a Portugal en el otoño de 1812 quebraron su salud, y murió en Coria el 11 de diciembre, siendo enterrado con honores militares en el campo santo (cementerio). No estaba casado. En 2017, se descubrió una lápida junto a la fachada de la catedral de Coria, por entonces en obras, lápida hecha en memoria del teniente coronel británico Charles Stewart.